# Ivan Demidov
Ivan Aleksejevitj Demidov, ryska: Иван Алексеевич Демидов, född 10 december 2005, är en rysk professionell ishockeyforward som spelar för Montreal Canadiens i National Hockey League (NHL).
Han har tidigare spelat för SKA Sankt Petersburg i Kontinental Hockey League (KHL); SKA-Neva i Vyssjaja chokkejnaja liga (VHL) samt SKA-Varjagi och SKA-1946 i Molodjozjnaja chokkejnaja liga (MHL).
Demidov draftades av Montreal Canadiens i första rundan i 2024 års draft som femte spelare totalt.

## Statistik
| 2021–2022  | SKA-Varjagi          | MHL        | 12  | 6  | 8  | 14 | 13 | —  | —  | —  | —  | —  |
|            | SKA-1946             | MHL        | 13  | 4  | 3  | 7  | 8  | —  | —  | —  | —  | —  |
| 2022–2023  | SKA Sankt Petersburg | KHL        | 2   | 0  | 0  | 0  | 0  | —  | —  | —  | —  | —  |
|            | SKA-Varjagi          | MHL        | 3   | 0  | 2  | 2  | 4  | —  | —  | —  | —  | —  |
|            | SKA-1946             | MHL        | 41  | 19 | 43 | 62 | 16 | 10 | 5  | 8  | 13 | 6  |
| 2023–2024  | SKA Sankt Petersburg | KHL        | 4   | 0  | 0  | 0  | 0  | —  | —  | —  | —  | —  |
|            | SKA-Neva             | VHL        | 1   | 0  | 0  | 0  | 0  | —  | —  | —  | —  | —  |
|            | SKA-1946             | MHL        | 30  | 23 | 37 | 60 | 20 | 17 | 11 | 17 | 28 | 37 |
| 2024–2025  | SKA Sankt Petersburg | KHL        | 65  | 19 | 30 | 49 | 22 | 6  | 3  | 2  | 5  | 4  |
|            | Montreal Canadiens   | NHL        | 1   | 1  | 1  | 2  | 0  | —  | —  | —  | —  | —  |
| NHL totalt | NHL totalt           | NHL totalt | 1   | 1  | 1  | 2  | 0  | —  | —  | —  | —  | —  |
| KHL totalt | KHL totalt           | KHL totalt | 184 | 5  | 16 | 21 | 69 | 21 | 1  | 1  | 2  | 27 |
| MHL totalt | MHL totalt           | MHL totalt | 80  | 6  | 9  | 15 | 99 | 25 | 0  | 2  | 2  | 26 |

### Internationellt
| Källa: Uppdaterad: 2025-04-15 | Källa: Uppdaterad: 2025-04-15 | Källa: Uppdaterad: 2025-04-15 |         | Utv = Utvisningsminuter | Utv = Utvisningsminuter | Utv = Utvisningsminuter | Utv = Utvisningsminuter | Utv = Utvisningsminuter |
| År                            | Lag                           | Mästerskap                    | Matcher | Mål                     | Assists                 | Poäng                   | Utv                     |                         |
| ----------------------------- | ----------------------------- | ----------------------------- | ------- | ----------------------- | ----------------------- | ----------------------- | ----------------------- | ----------------------- |
| 2021                          | Ryssland                      | Hlinka Gretzky                | 5       | 2                       | 3                       | 5                       | 4                       |                         |
| 2022                          | Ryssland                      | EYOWF                         | 4       | 1                       | 1                       | 2                       | 0                       |                         |
| Junior totalt                 | Junior totalt                 | Junior totalt                 | 9       | 3                       | 4                       | 7                       | 4                       |                         |